# 大洋洲各國最低合法性交年齡
大洋洲各司法管轄權訂定不同的最低合法性交年齡，從15歲到18歲。具體的性行為方式或是性別也受到法律管制。所謂的最低合法性交年齡為個人超過這個年齡後可以自由地與他人進行性行為。其他受限制的性行為包括肛交，以澳洲的昆士蘭省為例，昆士蘭省禁止未滿18歲人肛交。在某些地方，由於犯罪與侵入性有關，所以女性會被免除嫌疑。
底下依照大洋洲國家和地區列表列出大洋洲各司法管轄權訂定的最低合法性交年齡。

## 澳洲
澳洲由於是聯邦政府，因此各州或獨立管轄區可以自行規定相關的法律。不過由於國際力量作用，在1997年，聯合國人權事務委員會的決定使澳洲各省廢除有關同性戀與異性戀之間的不同合法性別年齡。

### 聯邦法（適用於全澳洲）
同意成人（18歲以上）於私人空間的性行為，無論性別或是性傾向。這是依據1994年制訂的人權法第四條。

### 澳大利亞首都特區
在澳大利亞首都特區，與未滿16歲人性交是犯法行為。 然而，如果雙方在10歲以上，彼此間差距兩歲以內則不起訴（兩小無猜條款）。

### 珊瑚海群島
澳洲首都領地的法律適用在珊瑚海群島地區。

### 新南威爾斯州
在新南威爾斯州，與未滿16歲人性交是犯法行為。 or attempt such an offence. 與未滿18歲的介護人(如監護人或老師學生的關係)也是犯法行為。

### 諾福克島
在諾福克島，與未滿16歲人性交是犯法行為。(Criminal Law Amendment Act 1993)

### 北領地
在北領地，與未滿16歲人性交是犯法行為。 or attempt such an offence. 與未滿18歲的介護人（如監護人或師生戀的關係）也是犯法行為。

### 昆士蘭省
在昆士蘭省，與未滿16歲人性交（Carnal knowledge）是犯法行為。(Criminal Code Act 1899, s.215)在昆士蘭省，性交（Carnal knowledge）並不包含雞姦 （肛交），未滿18歲之前禁止肛交。此規定是無論性別或是性傾向都得遵守。

### 南澳洲
在南澳洲，禁止與未滿17歲人性交或口交，或是將任何身體部位接觸陰部或肛門。除非是法定夫妻。 The Australian Marriage Act can permit someone who is 18 or over to marry a 16-year-old. 與未滿18歲的介護人（如監護人或師生戀的關係）也是犯法行為。

### 塔斯馬尼亞省
在塔斯馬尼亞省，與未滿17歲人性交是犯法行為。 不過如果雙方大於12歲，且雙方差距在3歲以內；或是雙方皆大於15歲，而雙方差距五歲以內可以免於起訴。

### 維多利亞省
在維多利亞省，與未滿16歲人性交是犯法行為。 不過，如果雙方都大於12歲，而雙方年齡差距在兩歲內或雙方是結婚關係，可以免於起訴。 與未滿18歲的介護人（如監護人或老師學生的關係）也是犯法行為。 也禁止未滿18歲人從事性交易。

### 西澳洲
在西澳洲，與未滿16歲人性交是犯法行為。 也禁止未滿18歲人從事性交易。

## 克利珀頓島 (法屬)
克利珀頓島是一個位於東太平洋墨西哥海域的荒島，為法國的海外領土。目前島上沒人居住，如果適用法律，也將依照法國的法律進行。 (法國標準為15歲) 參見歐洲各國最低合法性交年齡的法國條目。

## 復活節島 (智利所屬)
參見南美洲各國最低合法性交年齡的智利條目。

## 密克羅尼西亞聯邦
密克羅尼西亞聯邦的各州規定為
與未滿13歲的人性交視為強姦罪：雅浦、楚克、科斯雷
與未滿15歲的人性交視為強姦罪：波納佩

## 斐濟
根據2010年斐濟的刑法，與未滿16歲的人性交是犯法行為。無論性別或是性傾向。

## 法屬玻里尼西亞
法屬玻里尼西亞屬於法國，適用法國法律規定。 (法國標準為15歲) 參見歐洲各國最低合法性交年齡的法國條目。

## 胡安·費爾南德斯群島 (智利所屬)
參見南美洲各國最低合法性交年齡的智利條目。

## 吉里巴斯
吉里巴斯的最低合法性交年齡為15歲。(刑法 133, 134 & 135)，但同性戀性交為違法(無論年齡)(刑法153, 154 & 155)。然而，刑法132條規定禁止和誘未滿18歲的少女脫離家庭並與之性交。以及136條規定禁止誘惑未滿18歲的少女與之性交。

## 南鳥島 (日本所屬)
南鳥島屬於東京政府管轄，因此請參見亞洲各國最低合法性交年齡的日本相關條目。

## 馬紹爾群島
馬紹爾群島的最低合法性交年齡為15歲。馬紹爾群島刑法 152(A) 規定任何人與未滿16歲的人性交將會長達25年刑期。

## 諾魯
諾魯的最低合法性交年齡為17歲。 意圖與未滿17歲的少女性交將會面臨6年的刑期。猥褻未滿17歲的少女將面臨2年以下的刑期。

## 新喀里多尼亞 (法國所屬)
新喀里多尼亞為法國海外屬地之一，基本上也是依循法國法律；1988年時馬蒂尼翁協定(Matignon Accords)給予該島嶼高度的自治權。

## 紐西蘭
紐西蘭的最低合法性交年齡為16歲。  也禁止監護人之間與未滿18歲以下的人性交，如父母、繼父母、監護人、叔伯、姑姨或是其他親戚關係。
紐西蘭的同性戀與非同性戀同樣享有合法性交年齡16歲的規定。在2007年通過的同志人權法案後實施(除了庫克群島，底下會解釋)

### 庫克群島
庫克群島的最低合法性交年齡為16歲。 (ss146 以及 147 條) 
不過在庫克群島，禁止雞姦行為(s155)。並且禁止21歲以上的男人與未滿15歲的男孩性交(s153)。 同樣地，也禁止21歲以上的女人與未滿15歲的女孩性交(s152)。

### 紐埃
紐埃的最低合法性交年齡為，男性21歲，女性19歲。(Niue Act 1966. Part 21. Marriage. 526 Marriage of Minors) [L1.2].
2011年5月，據報導指出，這年齡限制已經修正為平等。[R1.1].

## 帛琉
帛琉的最低合法性交年齡為16歲。

## 巴布亞省 (印尼所屬)
請參見亞洲各國最低合法性交年齡的印尼相關條目。

## 巴布亞紐幾內亞
巴布亞紐幾內亞的最低合法性交年齡為16歲。

## 皮特肯群島 (英國所屬)
皮特肯群島的最低合法性交年齡為16歲。 

## 薩摩亞
在薩摩亞，與未滿16歲的女孩性交是犯罪行為，根據薩摩亞刑法 51 以及 53  條規定。

## 索羅門群島
索羅門群島的最低合法性交年齡為15歲。(刑法 141, 142 & 143)，但同性性交為違法。(刑法 160, 161 & 162)。除此之外，刑法140條規定禁止和誘未滿18歲少女脫離家庭並與之性交。以及刑法第 144 條規定禁止和誘未滿18歲少女性交。

## 東加
東加的最低合法性交年齡為16歲。 任何年齡都禁止雞姦(136條)；性侵未滿12歲女孩最重可處終身監禁。(120條) 
東加亦禁止與未滿21歲的女子性交易。

## 吐瓦魯
東加的最低合法性交年齡為15歲。(刑法 133, 134 & 135)，但同性性行為是任何年紀都違法(刑法 153, 154 & 155)。除此之外刑法 132 條禁止和誘未滿18歲少女脫離家庭並與之性交。以及刑法136條禁止和誘未滿18歲少女性交。

## 美國

### 夏威夷
夏威夷的最低合法性交年齡為16歲。不過允許14或15歲的人與不超過5歲之內的人性交。

### 美屬薩摩亞
美屬薩摩亞的最低合法性交年齡為16歲。

### 貝克島
貝克島目前無人居住，但隸屬於美國政府管轄，因此美國聯邦政府法令適用於貝克島。

### 關島
關島的最低合法性交年齡為16歲。

### 豪蘭島
豪蘭島目前無人居住，但隸屬於美國政府管轄，因此美國聯邦政府法令適用於豪蘭島。

### 賈維斯島
賈維斯島目前無人居住，但隸屬於美國政府管轄，因此美國聯邦政府法令適用於賈維斯島。

### 強斯頓環礁
強斯頓環礁目前無人居住，但隸屬於美國政府管轄，因此美國聯邦政府法令適用於強斯頓環礁。

### 金曼礁
金曼礁目前無人居住，但隸屬於美國政府管轄，因此美國聯邦政府法令適用於金曼礁。

### 中途島
中途島目前無人居住，但隸屬於美國政府管轄，因此美國聯邦政府法令適用於中途島。

### 北馬利安納群島
北馬利安納群島的最低合法性交年齡為18歲。

### 巴美拉環礁
巴美拉環礁目前無人居住，但隸屬於美國政府管轄，因此美國聯邦政府法令適用於巴美拉環礁。

### 威克島
威克島目前無人居住，但隸屬於美國政府管轄，因此美國聯邦政府法令適用於威克島。

## 萬那杜
北馬利安納群島的最低合法性交年齡為16歲。

## 瓦利斯和富圖納 (法國所屬)
瓦利斯和富圖納適用法國法律。參見歐洲各國最低合法性交年齡的法國條目。